# Eugenia squamiflora
Eugenia squamiflora är en myrtenväxtart som beskrevs av Joáo Rodrigues de Mattos. Eugenia squamiflora ingår i släktet Eugenia och familjen myrtenväxter. Inga underarter finns listade i Catalogue of Life.
Arten förekommer endast i Brasilien. 